# Wola (powiat bartoszycki)
Wola (niem. Groß Wolla, 1928–1945 Großwallhof) – osada w Polsce położona w województwie warmińsko-mazurskim, w powiecie bartoszyckim, w gminie Bartoszyce. W latach 1975–1998 miejscowość należała administracyjnie do województwa olsztyńskiego.

## Historia
Wieś założona przez ludność polską w XV wieku. Była to osada z leśnictwem i folwarkiem. Leśnictwo obsługiwało kompleks lasów, należących do miasta Bartoszyce. Folwark w 1889 r. był własnością rodu von Oldenburg. Pod koniec lat 30. XX wieku, w ramach akcji germanizacyjnej ówczesne władze hitlerowskie zmieniły urzędową nazwę wsi z Wola, Wolla na Grosswalhof.
W 1978 r. był tu PGR oraz jedno indywidualne gospodarstwo rolne o powierzchni 16 ha. W 1983 r. we wsi były trzy domy z 35 mieszkańcami.